# Rezerwat biosfery Bañados del Este
Bañados del Este – od 1976 urugwajski rezerwat biosfery UNESCO. Położony jest w północno-wschodniej części kraju, na granicy dwóch departamentów - Cerro Largo i Treinta y Tres oraz nad laguną Mirim. Rezerwat obejmuje obszar 200 000 ha. Są to głównie tereny podmokłe oraz typowa trawiasta pampa, będące królestwem ptactwa wodnego.